# Marcell Deák-Nagy
Marcell Deák-Nagy (28 gennaio 1992) è un velocista ungherese.

## Palmarès
| Anno | Manifestazione    | Sede       | Evento      | Risultato  | Prestazione | Note |
| ---- | ----------------- | ---------- | ----------- | ---------- | ----------- | ---- |
| 2008 | Mondiali juniores | Bydgoszcz  | 400 m piani | Semifinale | 47"43       |      |
| 2008 | Mondiali juniores | Bydgoszcz  | 4×400 m     | Batteria   | 3'10"20     |      |
| 2010 | Mondiali juniores | Moncton    | 400 m piani | Argento    | 47"43       |      |
| 2010 | Europei           | Barcellona | 4×400 m     | Semifinale | 3'08"32     |      |
| 2011 | Europei juniores  | Tallinn    | 400 m piani | Oro        | 45"42       |      |
| 2011 | Universiadi       | Shenzhen   | 400 m piani | Oro        | 45"50       |      |
| 2012 | Europei           | Helsinki   | 400 m piani | Argento    | 45"52       |      |
| 2012 | Giochi olimpici   | Londra     | 400 m piani | Batteria   | 46"17       |      |